# Moa Hjelmer
Moa Hjelmer (Suecia, 18 de junio de 1990) es una atleta sueca especializada en la prueba de 400 m, en la que consiguió ser medallista de bronce europea en pista cubierta en 2013.

## Carrera deportiva
En el Campeonato Europeo de Atletismo en Pista Cubierta de 2013 ganó la medalla de bronce en los 400 metros, con un tiempo de 52.04 segundos que fue récord nacional sueco, tras las británicas Perri Shakes-Drayton (oro con 50.85 segundos) y Eilidh Child.